# Alchemilla federiciana
Alchemilla federiciana es una especie de planta del género Alchemilla, perteneciente a la familia Rosaceae.

## Taxonomía
Alchemilla federiciana fue descrita por S. E. Fröhner en 2005.

## Distribución
Se encuentra en el territorio de Italia.